# DEUCE
DEUCE (/djuːs/, чит. «дьюс» — в пер. букв. «чёрт», бэкроним от англ. Digital Electronic Universal Computing Engine, «Универсальная цифровая электронная вычислительная машина») — один из первых условно коммерческих британских компьютеров, созданный компанией English Electric в начале 1950-х годов, преимущественно для военного, а также для научного, административного и коммерческого использования.

## Операционно-технические параметры
Это был запущенный в серийное производство вариант компьютера Pilot ACE. Он имел 1450 электронных ламп и использовал ртутные линии задержки в качестве основной памяти. Каждая из 12 линий задержки хранила 32 инструкции или слово данных длиной в 32 бита. DEUCE, также как и Pilot ACE, работал с тактовой частотой 1 МГц. Также он имел магнитный барабан для хранения данных.

## Программирование
Программирование было затруднено, так как приходилось ждать результата выполнения каждой инструкции в линии задержки, что заметно влияло на производительность. Чтение данных с устройства считывания перфокарт работало в реальном времени, каждая строка считывалась в то время, когда она попадала под считывающую головку. На передней панели был расположен ЭЛТ-дисплей, отображавший текущее содержимое хранилища данных.
Успех DEUCE в немалой степени был обусловлен обширной библиотекой, содержавшей около 1000 программ и подпрограмм.

## Операторы
| DEUCE Mk I                                   | DEUCE Mk I |
| -------------------------------------------- | ---------- |
| Агентство атомного оружия                    | 1          |
| Министерство сельского хозяйства             | 2          |
| Центральное электроэнергетическое управление | 1          |
| Королевский авиационный институт             | 1          |
| Национальная физическая лаборатория          | 1          |
| English Electric, головное предприятие       | 1          |
| English Electric, дата-центр                 | 1          |
| British Aircraft Corporation                 | 6          |
| Bristol Aircraft Company                     | 2          |
| Bristol Siddeley Engines Ltd                 | 2          |
| British Petroleum Corporation                | 1          |
| Short Brothers Plc                           | 1          |
| Университет Квинс в Белфасте                 | 1          |

| Ливерпульский университет                           | 1 |
| Университет Глазго                                  | 1 |
| Университет Нового Южного Уэльса                    | 1 |
| DEUCE Mk II                                         |   |
| Королевский авиационный институт                    | 1 |
| Управление атомной энергетики                       | 1 |
| English Electric, лаборатория атомной энергетики    | 1 |
| English Electric, инженерно-техническая лаборатория | 1 |
| Marconi Instruments Ltd                             | 1 |
| Центральное статистическое бюро Норвегии            | 1 |
| DEUCE Mk IIA                                        |   |
| Министерство сельского хозяйства                    | 1 |
| English Electric, головное предприятие              | 1 |
| English Electric, дата-центр                        | 1 |

| Источники информации |
| --- |
| - Gandy, Anthony. The Early Computer Industry: Limitations of Scale and Scope. (англ.) — Basingstoke, Hampshire: Palgrave Macmillan, 2012. — P.195 — 348 p. — ISBN 978-0-230-38910-6. - Copeland, B. Jack. Alan Turing’s Electronic Brain: The Struggle to Build the ACE, the World’s Fastest Computer. (англ.) — Oxford: Oxford University Press, 2012. — P.298 — 592 p. — ISBN 978-0-19-960915-4. |

## История производства
Первые компьютеры DEUCE (на военный манер именуемые британцами по старинке DEUCE Mark I) были выпущены весной 1955 года. В конце 1955 года была представлена улучшенная модель DEUCE Mark II (только для военных целей), а в 1957 году DEUCE Mark IIA (для военных целей и автоматизации учёта в сфере сельского хозяйства). Несмотря на то, что определённое число моделей DEUCE было поставлено формально коммерческим структурам и то, что сами машины и пакет услуг по их монтажу и регламентному обслуживанию имели фиксированную стоимость в фунтах стерлингов, их не было в свободном доступе и невозможно было приобрести на рынке электротехнического оборудования, а проекты, для которых они использовались, находясь в стенах британских корпораций, были очень часто закрытыми (classified), проводимые исследования имели либо сугубо военную направленность, либо были проектами двойного назначения (то есть могли использоваться и для невоенных целей тоже). В данном случае, это было формой посредничества, достаточно типичной для военно-промышленного комплекса Великобритании, так как если тот или иной вид вооружённых сил, род войск или служба войск не могли себе позволить или могли, но не считали необходимым закладывать в годичный бюджет единовременную затрату суммы эквивалентной стоимости одного компьютера, они могли за значительно меньшую стоимость заказать необходимые исследования частному предприятию-подрядчику, разбив контракт на длительный период, чтобы оплачивать результаты проведённых исследований по частям, что и делалось на практике. В результате, частное предприятие, имея необходимое количество заказов от различных государственных структур и их подразделений, добивалось окупаемости средств, затраченных на приобретение ЭВМ, — в этом и состояло условно коммерческое предназначение описываемого компьютера. Так, дата-центр компании English Electric в г. Кидсгоув (Kidsgrove Data Centre), на двух установленных там моделях DEUCE выполнял широкий спектр прикладных научных исследований в интересах Вооружённых сил Великобритании, в частности, для Королевского военно-морского флота по расчёту прочности кораблей и сопротивления материалов. Всего же, с 1955 по 1964 гг., было изготовлено и поставлено заказчикам тридцать три компьютера всех трёх моделей. Компьютеры поставлялись по цене £50 тыс. за один экземпляр.